# Mareil-sur-Loir
Mareil-sur-Loir – miejscowość i gmina we Francji, w regionie Kraj Loary, w departamencie Sarthe.
Według danych na rok 1990 gminę zamieszkiwało 500 osób, a gęstość zaludnienia wynosiła 42 osoby/km² (wśród 1504 gmin Kraju Loary, Mareil-sur-Loir plasuje się na 842. miejscu pod względem liczby ludności, natomiast pod względem powierzchni na miejscu 921.).